# Daði Lárusson
Dadi Larusson (ur. 19 czerwca 1973) – islandzki piłkarz grający na pozycji bramkarza. Wychowanek klubu Hafnarfjarðar, do którego powrócił w 2013 roku. W reprezentacji Islandii zadebiutował w 2005 roku. W latach 2005–2007 rozegrał w niej trzy mecze.